# Candlebox (album)
Candlebox – debiutancki album studyjny amerykańskiej grunge'owej grupy Candlebox. Wydawnictwo ukazało 20 lipca 1993 roku nakładem wytwórni Maverick. Wydawnictwo promowały cztery single, w tym najbardziej znany "Far Behind". W Stanach Zjednoczonych album uzyskał status poczwórnej platynowej płyty.

## Lista utworów
Kompozytorami wszystkich utworów są członkowie zespołu Candlebox.
| Nr  | Tytuł utworu     | Długość |
| --- | ---------------- | ------- |
| 1.  | „Don't You”      | 3:12    |
| 2.  | „Change”         | 6:24    |
| 3.  | „You”            | 4:56    |
| 4.  | „No Sense”       | 4:49    |
| 5.  | „Far Behind”     | 4:59    |
| 6.  | „Blossom”        | 4:30    |
| 7.  | „Arrow”          | 3:13    |
| 8.  | „Rain”           | 6:58    |
| 9.  | „Mother's Dream” | 4:31    |
| 10. | „Cover Me”       | 4:46    |
| 11. | „He Calls Home”  | 5:03    |
|     |                  | 53:21   |

## Twórcy
Zespół Candlebox w składzie
- Kevin Martin – wokal prowadzący
- Peter Klett – gitara
- Bardi Martin – gitara basowa
- Scott Mercado – perkusja

Inni
- Scott Heard – wokal wspierający
- Laurie Lewis – wokal wspierający
- Randy Gane – organy Hammonda
- Candlebox – produkcja, miksowanie
- Kelly Gray – produkcja, inżynieria, miksowanie
- Jon Plum – produkcja, inżynieria
- Janet Levinson – skład graficzny płyty
- Kevin Westenberg – zdjęcia

## Notowania

### Album
| Lista (1994)                      | Pozycja |
| --------------------------------- | ------- |
| Billboard 200 (Stany Zjednoczone) | 7       |

### Single
| Rok  | Singiel      | Najwyższa pozycja | Najwyższa pozycja | Najwyższa pozycja |
| Rok  | Singiel      | US                | US Mod            | US Main           |
| ---- | ------------ | ----------------- | ----------------- | ----------------- |
| 1993 | "Change"     | —                 | —                 | 18                |
| 1994 | "You"        | 78                | 18                | 6                 |
| 1994 | "Far Behind" | 18                | 7                 | 4                 |
| 1994 | "Cover Me"   | —                 | 23                | 8                 |